# Rose Valland

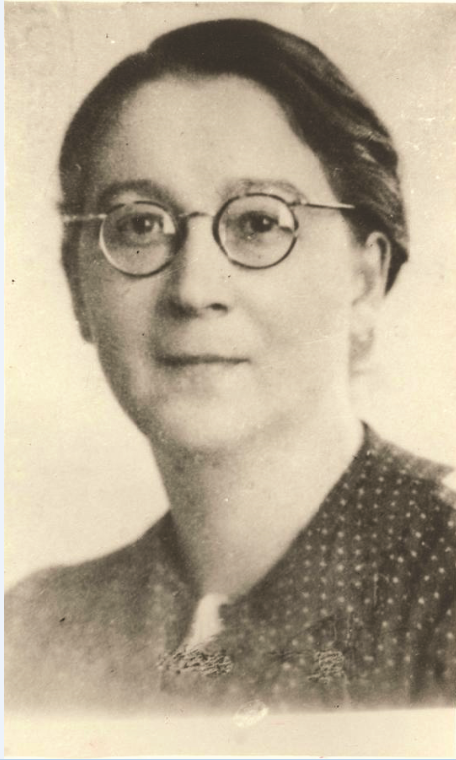
Rosse Valland (ca. 1930)

Rose Valland (eigentlich Rosa Antonia Valland, * 1. November 1898 in Saint-Étienne-de-Saint-Geoirs; † 18. September 1980 in Ris-Orangis) war Kunsthistorikerin, französische Widerstandskämpferin, Capitaine der französischen Armee und eine der meistdekorierten Frauen der französischen Geschichte.
Während und nach dem Zweiten Weltkrieg hat sie maßgeblich zur Rettung und Rückführung von durch die Nazis gestohlenen Kunstwerken beigetragen.

## Jugend und Ausbildung
Rose Valland wurde am 1. November 1898 in Saint-Étienne-de-Saint-Geoirs, einem Dorf mit 2000 Einwohnern in der Ebene der Bièvre im französischen Département Isère, unter dem Namen Rosa Antonia Valland als einzige Tochter des Stellmachers und Hufschmiedes François Valland und Rosa Maria Viardin geboren. Im Jahre 1914 trat sie in die École normale d’institutrices de Grenoble (eine Bildungsanstalt für Lehrerinnen) ein, die sie im Jahre 1918 verließ. Sehr begabt im Zeichnen und von ihren Lehrern ermutigt ging sie an die École nationale des beaux-arts in Lyon, wo sie zahlreiche Preise erhielt.
Nach dem Abschluss wurde sie im Jahr 1922 an der École nationale supérieure des beaux-arts in Paris angenommen. Gleichzeitig besuchte sie die École du Louvre und promovierte über die Entwicklung der italienischen Kunst bis zu Giotto. Nachdem sie Gabriel Millet kennenlernte, widmete sie sich völlig der Kunstgeschichte. Sie belegte Kurse an der École pratique des hautes études, wo sie eine Arbeit mit dem Titel Les fresques du XIIe siècle de la crypte d’Apullée en Vénétie schrieb, gefolgt von Studien am Collège de France und am Institut d’art et d’archéologie der Sorbonne, wo sie die drei Abschlüsse in „Geschichte der modernen Kunst“, „Mittelalterlicher Archäologie“ und „Griechischer Archäologie“ erwarb, was ihr zusammen mit der Promotion an der École du Louvre die Spezialausbildung (licence spéciale) in „Kunstgeschichte und Archäologie“ bescheinigte. Sie reiste nach Italien und wahrscheinlich auch nach Deutschland, dessen Sprache sie sprach, ohne sie jemals in der Schulzeit gelernt zu haben.
1932 wurde Rose Valland ehrenamtliche Mitarbeiterin als attachée bénévole an der Galerie du Jeu de Paume, einem Museum für ausländische Malerei und Skulpturen im Tuileriengarten in Paris. Sie sollte sich dort mit dem Katalog der Sammlungen des Museums befassen. Dann arbeitete sie an der Realisierung von etwa fünfzehn internationalen Ausstellungen und deren Katalogen. Sie schrieb zahlreiche Artikel in Kunstzeitschriften und Zeitungen. Sie arbeitete ehrenamtlich und ohne Titel bis ins Jahr 1941.

## Deutsche Besatzungszeit

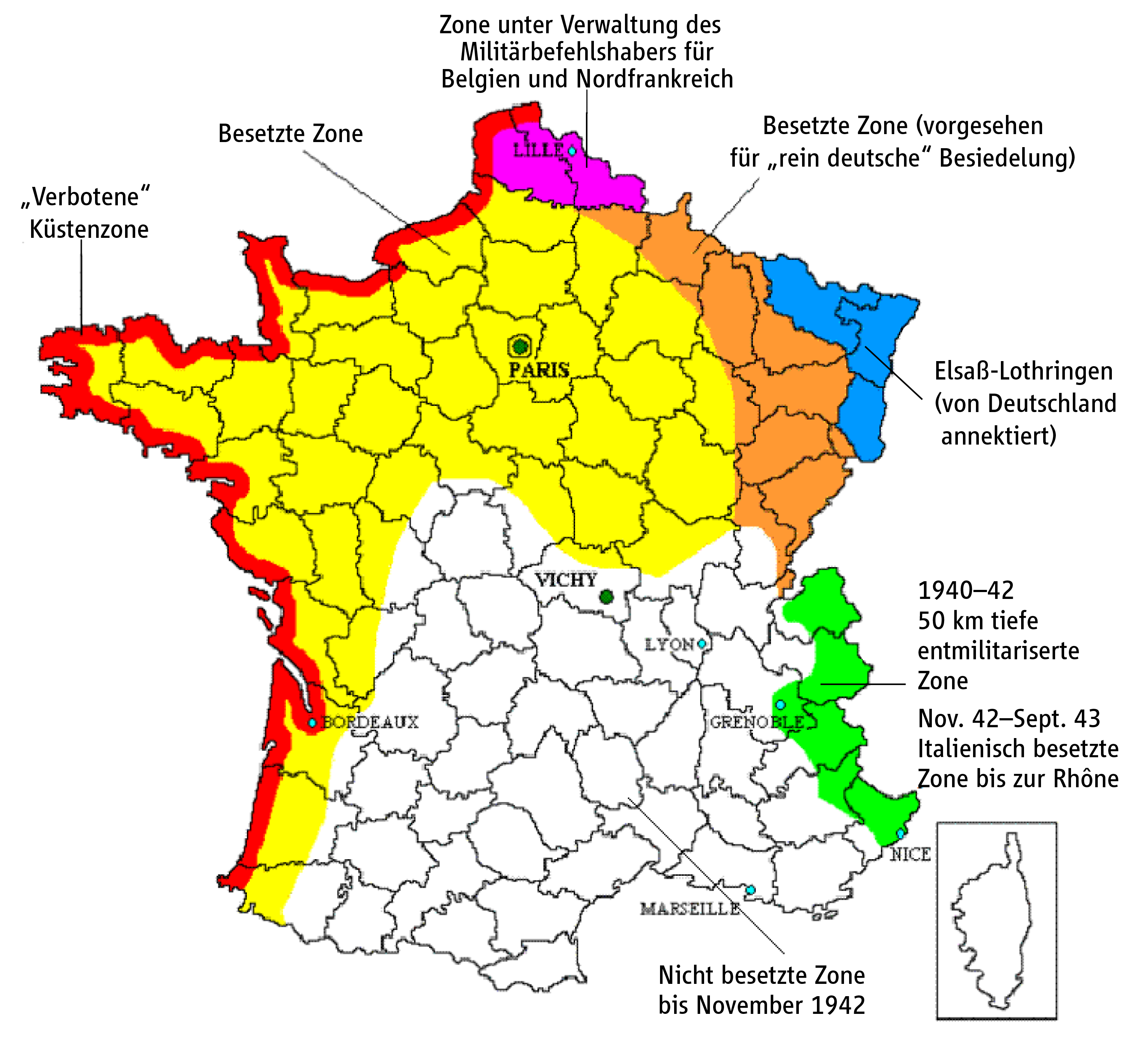
Von Deutschland besetzte Gebiete in Frankreich (farbig) 1940–1944, (grün: italienische Zone)

Mit der Kriegserklärung Frankreichs im Jahr 1939 wurde Rose Valland Konservatorin des Musée du Jeu de Paume.
Während der deutschen Besatzung begann in Frankreich unter dem „Sonderstab Bildende Kunst“ des „Instituts zur Erforschung der Judenfrage“ des „Einsatzstabes Reichsleiter Rosenberg für die Besetzten Gebiete“ (ERR) unter Alfred Rosenberg eine systematische Plünderung der Werke von Museen und privaten Sammlungen, hauptsächlich jener, die deportierten oder geflohenen Juden gehörten. Das Musée du Jeu de Paume diente als zentrales Depot, bevor die Werke auf verschiedene Orte und an hohe Persönlichkeiten in Deutschland verteilt wurden.
Während der nationalsozialistischen Plünderung begann Rose Valland, insgeheim so weit wie möglich die Werke zu registrieren, die das Musée du Jeu de Paume durchliefen. Während vier Jahren behielt sie diese Bewegungen im Auge und führte gewissenhaft Buch darüber, woher die Werke kamen, wohin sie transportiert wurden, für welchen Nazi-Würdenträger sie bestimmt waren usw. Dabei benutzte sie auch weggeworfene Notizen aus den Mülleimern des Museums und hörte die Unterhaltungen der nationalsozialistischen Amtspersonen ab. Sie riskierte ihr Leben, indem sie Informationen an den Widerstand lieferte. Dabei informierte sie die Résistance auch über die Züge, die die geraubten Bilder abtransportieren sollten. So konnte beispielsweise durch Sabotage verhindert werden, dass im Sommer 1944 die letzten Züge des ERR mit Raubgut nach Deutschland gelangten. Das Musée du Jeu de Paume wurde von hohen nationalsozialistischen Würdenträgern besucht, und Rose Valland war sogar einmal anwesend, als Reichsmarschall Hermann Göring bei einem seiner zahlreichen Besuche gestohlene Gemälde persönlich für seine eigene Sammlung auswählte.
Von Herbst 1944 an informierte sie die Amerikaner, um die Bombardierungen der Standorte der nach Deutschland verbrachten bedeutendsten Werke zu vermeiden und um ihre Wiedergewinnung zu vereinfachen. Unter den ersten Amerikanern, die nach der Kapitulation nach Paris kamen, war Leutnant James Rorimer von der Kunstschutzabteilung der US-Army, der Monuments, Fine Arts, and Archives Section. Sofort machten sich Rose Valland und Rorimer daran, den Kunstraub aufzuklären, und durchsuchten die Büros des ERR und auch die Wohnungen der Kunsträuber. Rorimer beschrieb die Arbeit von Rose Valland in seinem Buch Survival.

## Nachkriegszeit und Rückführung der Werke
In der Folge der Befreiung von Paris durch die verbündeten Truppen arbeitete Rose Valland als Mitglied der Commission de récupération artistique („Kommission zur Rückführung der Kunst[werke]“). Sie ging in die französisch besetzte Zone und wurde Mitarbeiterin in der 1. französischen Armee (officier Beaux-arts). 1947 erhielt sie einen zentralen Posten in der Kommission in Deutschland und arbeitete in allen Besatzungszonen, einschließlich der sowjetischen Zone. Sie nahm an den Nürnberger Prozessen als Zeugin teil. Sie trug zur Rückführung der gestohlenen Werke bei, leistete aber auch Hilfe beim Wiederaufbau der deutschen Museen.
Nach ihrer Rückkehr nach Frankreich im Jahre 1953 wurde sie „Leiterin des Dienstes des Schutzes von Kunstwerken“ (chef du service de protection des œuvres d’art). 1955 wurde Rose Valland zur Konservatorin der Nationalmuseen ernannt.

## Alter
1961 veröffentlichte sie ihre Erfahrungen in dem Buch Le Front de l’art (neu aufgelegt 1997). Rose Valland ging 1968 in Pension, hat aber weiterhin an der Rückgabe der Werke für die französischen Archive gearbeitet.
Sie starb 1980 im Alter von 81 Jahren in relativer Einsamkeit in Ris-Orangis im Arrondissement Évry, etwa 23 Kilometer südlich von Paris.

## Ehrungen

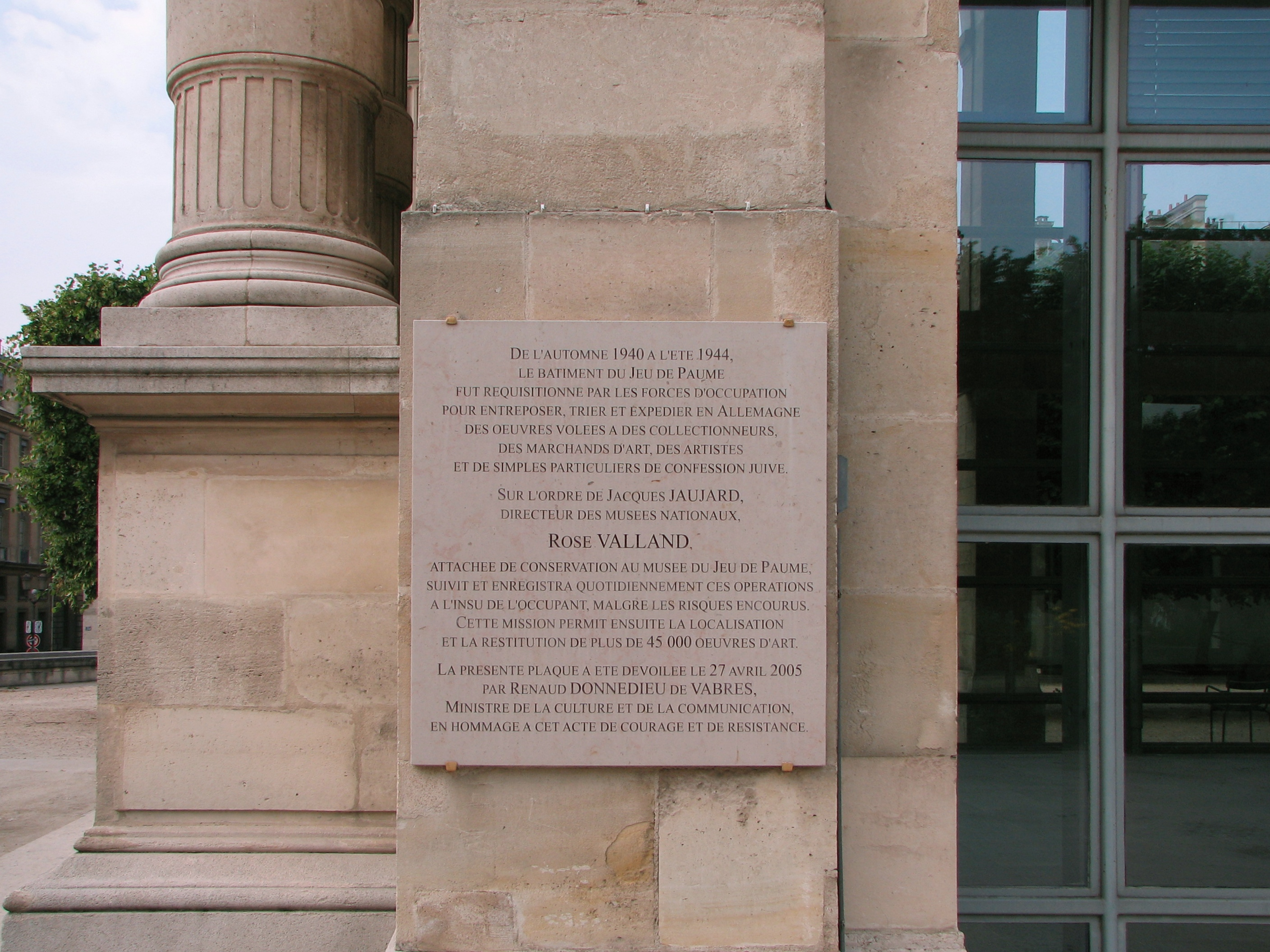
Gedenktafel an der Galerie nationale du Jeu de Paume

Rose Valland wurde in ihrem Geburtsort Saint-Étienne-de-Saint-Geoirs begraben, wo ein Collège ihren Namen trägt. Am 25. April 2005 enthüllte der französische Kulturminister Renaud Donnedieu de Vabres eine Gedenkplatte für sie an der Fassade der Galerie nationale du Jeu de Paume.
Rose Valland erhielt für ihre Arbeit zahlreiche Auszeichnungen. Die französische Regierung ernannte sie zum Mitglied der Ehrenlegion, verlieh ihr den Ordre des Arts et des Lettres und die Médaille de la Résistance. Von den Vereinigten Staaten wurde ihr die Medal of Freedom verliehen. Die Bundesrepublik zeichnete sie 1972 mit dem Bundesverdienstkreuz I. Klasse aus.

## Darstellung im Film
Auf ihrem o. g. Buch basiert der Film Der Zug von John Frankenheimer von 1964. Die von Rose Valland inspirierte Persönlichkeit von Frau Villard wird dort von Suzanne Flon gespielt.
Im Februar 2014 kam der nach dem Buch von Robert M. Edsel gedrehte Film Monuments Men – Ungewöhnliche Helden unter der Regie von George Clooney in die Kinos. Die Filmfiguren orientieren sich an den wahren Monuments Men, wurden jedoch aus künstlerischer Freiheit umbenannt. Die Filmfigur der Claire Simone, gespielt von Cate Blanchett, basiert auf Rose Valland.

## Werke
- Le Front de l’art 1939–1945. éditions Plon, 1961. (Neuauflage: Réunion des musées nationaux. 1997.)
- The art front: the defense of French collections 1939-1945, translated from the French by Ophélie Jouan ; edited by Robert M. Edsel and Casey L. Shelton, Dallas : Laurel, 2024, ISBN 978-0-9774349-3-0